# Quintus Servilius Structus Priscus Fidenas
Pour les articles homonymes, voir Servilius Priscus Structus.
Quintus Servilius Structus Priscus Fidenas est un homme politique de la République romaine, consul en 436 et 430 av. J.-C. et dictateur en 435 et 418 av. J.-C.

## Famille
Il est membre des Servilii Prisci Structi, branche de la gens Servilia. Il est le fils de Publius Servilius Priscus Structus, consul en 463 av. J.-C., et le père de Quintus Servilius Priscus Fidenas, tribun militaire à pouvoir consulaire en 402, 398, 395, 390, 388 et 386 av. J.-C. Son nom complet est Quintus Servilius P.f. Sp.n. Priscus Structus Fidenas. Selon Tite-Live, il est le père de Caius Servilius Structus Ahala

## Biographie

### Début de carrière
Un Quintus Servilius apparaît en 439 av. J.-C. comme pontife ou augure, prenant la succession de Spurius Postumius Albus Regillensis, le consul de 466 av. J.-C. Il pourrait s'agir de Quintus Servilius Priscus Structus bien que l'absence de sa filiation complète (le praenomen de son aïeul n'est pas mentionné) et de ses cognomina rende l'identification douteuse.

### Première dictature (435)
En 435 av. J.-C., les consuls sont Lucius Verginius Tricostus et Caius Iulius Iullus. La peste qui sévit à Rome redouble de vigueur, décimant le peuple romain. Les Fidénates en profitent pour ravager le territoire de la ville, puis, s'unissant aux Véiens, ils traversent l'Anio et établissent leur camp près de Rome. Le consul Caius Iulius s'installe près des armées ennemies tandis que Lucius Verginius convoque le Sénat dans le temple de Quirinus. Étant donné l'imminence du danger, les sénateurs décident de recourir à la dictature et nomment Quintus Servilius Structus Priscus dictateur avec l'accord du consul Caius Iulius.
Le dictateur nouvellement élu choisit Postumius Aebutius Helva Cornicen comme maître de cavalerie et ordonne immédiatement la mobilisation générale. Les Étrusques se retirent sur les hauteurs mais Quintus Servilius les poursuit et les défait près de Nomentum. Ils se réfugient dans Fidènes, une ville fortifiée et qui dispose de bonnes réserves pour soutenir un siège. De plus, la citadelle, adossée à la montagne, est jugée imprenable par un assaut, ce qui rend toute tentative de siège inutile. Quintus Servilius fait alors creuser une galerie jusqu'à la ville ennemie, faisant relayer à tour de rôle son armée divisée en quatre corps. Détournant l'attention des Fidénates par des assauts vains, il s'empare de la citadelle dans leur dos, mettant fin à la guerre,. Il reçoit pour cet exploit le cognomen de Fidenas.
En 431 av. J.-C., les deux consuls doivent faire face aux Èques et aux Volsques une nouvelle fois unis. Le Sénat souhaite la nomination d'un dictateur pour mener la guerre, soit que les consuls aient perdu une bataille, soit tout simplement que leur opposition à la tête de la République rende l'organisation d'une campagne impossible. Les deux consuls refusent l'instauration d'une dictature et c'est probablement Quintus Servilius Priscus qui débloque la situation. Il fait appel aux tribuns de la plèbe en leur demandant d'user de leur pouvoir de contrainte sur les consuls. Ces derniers sont alors forcés de céder.

### Commission spéciale à Fidènes (428)
En 428 av. J.-C., il est vraisemblablement membre de la commission envoyée à Fidènes, avec Lucius Sergius Fidenas et Mamercus Aemilius Mamercinus. Il est chargé d'enquêter sur l'éventuelle participation de Fidénates aux raids lancés sur Rome par les Véiens. Ceux qui ne peuvent justifier leur absence de la ville au moment du raid sont exilés à Ostie et des colons sont envoyés à Fidènes pour les remplacer.

### Deuxième dictature (418)
En 418 av. J.-C., son parent, Caius Servilius Structus Axilla, est l'un des tribuns militaires à pouvoir consulaire. Les Èques, aidés des habitants de Labicum, se préparent à une nouvelle guerre. Or, les tribuns consulaires se disputent l'honneur de les combattre dédaignant la gestion des affaires courantes. Quintus Servilius Priscus, fort de son autorité paternelle, ordonne à son fils de rester à Rome pour administrer la ville, tout en lui adjoignant de mobiliser de nouvelles troupes.
Les autres tribuns consulaires de cette année 418 av. J.-C. qui opèrent sans coordination subissent des revers militaires. La situation est jugée suffisamment critique pour que Quintus Servilius Priscus soit à nouveau nommé dictateur par un sénatus-consulte. Il nomme un des tribuns consulaires maître de cavalerie, peut-être son propre parent, qui aurait proposé le sénatus-consulte. Grâce aux troupes levées par son fils, il part immédiatement faire face aux Èques, soutenu par un corps de Tusculum. Il écrase les Èques, s'empare de leur camp, puis les poursuit jusqu'à Labicum, qu'il prend dans la foulée, détruisant totalement les dernières forces ennemies. Tite-Live précise qu'il lui a fallu huit jours pour venir à bout de ces ennemis et abdiquer. Le Sénat décrète alors la déduction d'une colonie dans la ville de Labicum.
En 416 av. J.-C., les plébéiens, menés par leurs représentants les tribuns de la plèbe, parmi lesquels Salone Maecilius et Marcus Metilius, souhaitent procéder à une distribution équitable des terres de la République. Suivant l'idée d'Appius Claudius Sabinus, petit-fils du décemvir, soutenu par Quintus Servilius Priscus, les patriciens retournent une partie du collège des tribuns contre leurs collègues, les empêchant par leur veto de prendre une décision,.

### Auteurs antiques
- Tite-Live, Histoire romaine, Livre IV, 21-22/26/30/45-48 sur le site de l'Université de Louvain

### Auteurs modernes
- (en) T. Robert S. Broughton, The Magistrates of the Roman Republic : Volume I, 509 B.C. - 100 B.C., New York, The American Philological Association, coll. « Philological Monographs, number XV, volume I », 1951, 578 p.